# Freistatt (film)
Freistatt je německý hraný film z roku 2015, který režíroval Marc Brummund podle vlastního scénáře. Film popisuje život ve výchovném domově pro mladistvé v Německu v 60. letech. Předobrazem hlavního hrdiny je Wolfgang Rosenkötter, který od roku 1961 strávil 15 měsíců ve výchovném domově ve Freistattu a v roce 2007 se jeho vzpomínky objevily v knize Schläge im Namen des Herrn, kterou napsal Peter Wensierski.

## Děj
V létě 1968 se 14letý Wolfgang z Osnabrücku dostává do stále větších konfliktů se svým nevlastním otcem. Ten se proto rozhodne Wolfganga ve spolupráci s úřadem péče o mládež umístit do křesťanského výchovného domu ve Freistattu. Jeho matka mu slíbí, že to bude jen do Vánoc. Vedoucí domova Brockmann ponechává veškerý dohled nad svěřenci na vychovatelích Wildem a Krappovi a stará se pouze o svou zeleninovou zahradu. Život v domově připomíná vojenská kasárna a víc než na křesťanskou výchovu se zde dbá na těžkou manuální práci. Brockmann vede zařízení již od roku 1943. Hned první den Wolfgang pozná, že zde vládne každodenní šikana. Sblíží se s ním pouze svěřenec Anton. Všichni chovanci musejí každý den pracovat na těžbě rašeliny. Wolfgangův první útěk se nezdaří a celá skupina je následně potrestána omezením jídla a zákazem kouření. Tím se Wolfgang dostává do dalšího konfliktu s nejstarším chovancem Berndem. Wolfgang se tajně dohodne s Brockmannovou dcerou Angelikou, aby mu odeslala dopis matce, ale je odhalen a potrestán. O Vánocích opouští dům vychovatel Krapp, který měl pro chlapce větší pochopení, ovšem udržoval sexuální styky s chovancem Mattisem. Wolfgangovi se podaří i s Antonem jednoho dne uprchnout a dojedou až do Osnabrücku. Wolfganga však otčím pošle zpět do domova a chycen je i Anton. Poté, co se Anton oběsí, napadnou chovanci bratra Wildeho. Po otčímově náhlé smrti je Wolfgang propuštěn, ale domů se již nevrátí.

## Obsazení
| Louis Hofmann       | Wolfgang                         |
| Katharina Lorenz    | Ingrid, Wolfgangova matka        |
| Uwe Bohm            | Heinz, Wolfgangův nevlastní otec |
| Alexander Held      | vedoucí Brockmann                |
| Stephan Grossmann   | bratr Wilde                      |
| Max Riemelt         | bratr Krapp                      |
| Anna Bullard-Werner | Angelika, Brockmannova dcera     |
| Enno Trebs          | Bernd                            |
| Langston Uibel      | Anton                            |
| Justus Rosenkranz   | Mattis                           |
| Ole Joensson        | Hans                             |
| Hans-Peter Korff    | pastor                           |

## Ocenění
- Prix Europa - cena za nejslibnější scénář
- Mezinárodní festival historických filmů ve Waterloo – čtyři ceny
- Filmový festival Maxe Ophülse - cena poroty mládeže, cena publika
- Bavorská filmová cena - nejslibnější herec (Louis Hofmann)
- Německá scenáristická cena
- Mezinárodní filmový festival Emden-Norderney - cena za scénář